# Reiner Knizia
Reiner Knizia, nemški ustvarjalec namiznih iger, * 1957, Illertissen, Nemčija.
V Nemčiji je doktoriral iz matematike. Namizne igre ustvarja po lastni ideji, na temo knjig (npr. namizna igra Hobit ter Gospodar Prstanov), ter na temo znamenitosti (npr. Kitajski zid).

## Nekatere njegove znane igre
- Genialno
- Hobit
- Gospodar prstanov (izdana leta 2001)
- Kitajski zid
- Izgubljena mesta (izdana leta 2000)
- Vampir
- Samuraj
- Babilonski stolp